# Judikat Cagliari
Das Judikat Cagliari (Lateinisch: Iudicatus Karalitanus) war eines der vier sardischen Judikate im Mittelalter. Dies waren eigenständige Staaten mit einem Richter (iudex) als Herrscher. Es befand sich im Süden der Insel Sardinien und grenzte im Norden an alle anderen drei Judikate. Die Hauptstadt des Judikats war ursprünglich die gleichnamige Stadt Cagliari. Allerdings wurde diese immer wieder überfallen und die Bewohner gründeten nicht weit entfernt Santa Igia, das heute ein Stadtteil von Cagliari ist.

## Geschichte

Die vier sardischen Judikate – Logudoro = Torres; Calari = Cagliari

### Wurzeln
Eigentlich gehörte das Judikat wie ganz Sardinien seit dem 6. Jahrhundert zu dem byzantinischem Reich. Damals wurde Sardinien von einem Richter in Cagliari verwaltet. Allerdings war es für Byzanz durch die Expansion des osmanischen Reiches schwierig mit Sardinien zu kommunizieren. Die Richter übernahmen zunehmend die Verwaltung der Insel und das Judikat wurde unabhängig.

### Vor dem 13. Jahrhundert
Über die Richter der Judikate wissen wir nur von urkundlicher Erwähnung. Offiziell soll es die Judikate seit 834 n. Chr. geben. Seitdem wurde immer wieder versucht Einfluss auf das Judikat zu nehmen. Als dann 1015 Araber den Süden der Insel eroberten, nahm das der Papst zum Anlass Pisa und Genua den Auftrag zu geben das Gebiet zurückzuerobern. Pisa nahm daraufhin immer mehr Einfluss auf das Judikat.

### 13. Jahrhundert
Wilhelm I. war Anfang des 13. Jahrhunderts ein Richter von Cagliari. In seiner konfliktreichen Herrschaft schaffte er es teilweise auch das Judikat Arborea unter seine Kontrolle zu bringen. Als er dann starb hinterließ er nur Töchter. Benadetta heiratete den damaligen Herrscher des Judikats Arborea, dieser starb allerdings wenige Jahre später. Pisa versuchte nach diesen Ereignis mehr Einfluss auf das Judikat zu nehmen. Später versuchte das Judikat dann sich mit Genua zu verbünden. Nach einigem Hin und Her griffen Pisa und die anderen Judikate Cagliari an und gewannen 1258. Das Gebiet wurde dann unter ihnen aufgeteilt. Cagliari war das erste der vier Judikate was besiegt und aufgelöst wurde.